# Katsuo Okazaki
Katsuo Okazaki (jap. 岡崎 勝男 Okazaki Katsuo; ur. 10 lipca 1897 w Jokohamie, zm. 10 października 1965) – japoński lekkoatleta (średnio i długodystansowiec), polityk, minister spraw zagranicznych Japonii w latach 1952-1954.
Jego wnuczka – Kyoko Ina uprawiała łyżwiarstwo figurowe, była trzykrotną olimpijką

## Kariera sportowa
Dwukrotny medalista igrzysk Dalekiego Wschodu w 1921: srebro w biegu na 880 jardów oraz złoto w biegu na milę.
Podczas igrzysk Dalekiego Wschodu w 1923 zdobył trzy złote medale: w biegu na 880 jardów, biegu na milę oraz w sztafecie 4 × 400 metrów.
Na igrzyskach olimpijskich w Paryżu (1924) brał udział w biegu na 5000 metrów. W eliminacjach zajął 2. miejsce w swoim biegu z czasem 15:22,2 (wówczas wynik na poziomie rekordu Azji). W finale nie zbliżył się do tego wyniku i został sklasyfikowany na 12. pozycji.
Rekordzista Japonii w różnych konkurencjach.

### Rekordy życiowe
- Bieg na 5000 metrów – 15:22,2e (1924)[1]

## Kariera polityczna
Był członkiem Partii Liberalno-Demokratycznej, w latach 1949–1958 zasiadał w Izbie Reprezentantów.
W latach 1952–1954 był ministrem spraw zagranicznych Japonii.